# 本城常光
本城常光（／ Honjō Tsunemitsu，1513年—1562年12月1日、永正十年－永祿五年十一月五日）日本戰國時代武將，石見山吹城城主，官位為越中守。
其兄為高橋興光（有異說）。其子有隆光、春政等。

## 生平
常光最初仕於尼子經久，不過到了晴久一代，天文九年（1540年）尼子氏於進攻毛利元就的吉田郡山城時遭到大敗（吉田郡山城之戰），常光也轉而臣服於大內義隆。
天文十一年（1542年）至十二年（1543年）間，大內義隆親自率兵侵攻出雲國，不料也同樣遭遇大敗（第一次月山富田城之戰）。於是常光復歸於尼子氏麾下，再次成為尼子氏家臣。
常光武勇出眾，在忍原崩、降露坂之戰等戰事中表現相當活躍，因此受到晴久的賞識。
永祿年間初期（約西元1560年前後），晴久更是任命常光擔任石見山吹城城番，常光也多次與企圖奪取銀山的毛利軍在各地交戰。值得一提的是，常光雖然是石見國人，然其地位與尼子氏直臣無異，待遇殊隆，非比尋常。
永祿四年（1561年），晴久薨世，毛利元就乘勢進兵石見。其時，雲藝兩國之間達成和議，晴久之嫡子義久未經充分協議，即單方面與毛利氏議和（雲藝和議）。此舉也令原本支援反毛利勢力、與福屋氏一同起兵的常光等石見地區之尼子方武將，因為局勢逆轉而感到動搖。其後常光的居城山吹城遭毛利軍包圍，永祿五年（1562年）夏，常光向毛利氏投降。
然而，到了同年（1562年）秋，常光及其一族於出雲宍道遭到元就下令殺害，享年49歲。
常光之所以遭元就誅殺有一說認為，是因常光對於提供石見銀礦表現出不情願的態度，導致元就不滿所致。此外，在第一次月山富田城之戰時，因長期間遭尼子軍圍困，常光等原本已臣服於大內氏的國人眾又轉向尼子氏，致使大內氏在這場戰事中敗北，常光復叛的行為也影響了他的評價。又元就兄長毛利興元之妻係常光之姪女，且常光兄長高橋氏在安藝國的領地規模更勝毛利氏，這些人際與勢力上的關係，亦被認為是常光遭誅殺的潛在原因之一。
無論如何，元就對常光的處決導致原先已倒戈投向毛利方的多數尼子方國人再次反叛，轉而回歸尼子陣營，致使毛利氏對出雲的平定戰延宕長達四年之久。

## 後世
常光次子本城春政仕於吉川元春，其子家房亦仕於元春三男吉川廣家，並以岩國藩藩士的身份存續至幕末。

## 出處
1. ↑  出羽郷と本城・本城常光
2. ↑  銀山争奪戦パンフ（見開）
3. ↑  毛利元就が結ぶ石見銀山と嚴島神社 - 島根県